# Anthony Head

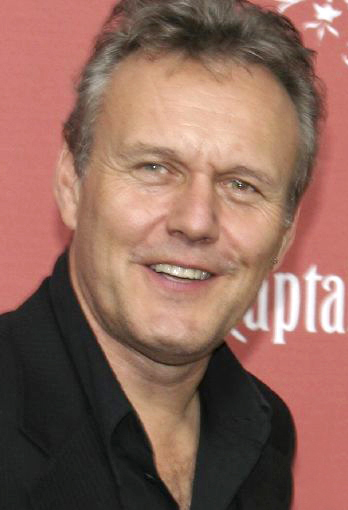
Anthony Head, 2007

Anthony Stewart Head (* 20. Februar 1954 in Camden Town, London) ist ein englischer Schauspieler.

## Leben
Seine Eltern sind beide aus dem Filmgeschäft; sein Vater Seafield Head als Dokumentarfilmer und seine Mutter Helen Shingler als Schauspielerin. Sein Bruder Murray Head ist Musiker und wurde durch das Musical Chess bekannt, aus dem der 1980er-Jahre-Hit „One Night in Bangkok“ stammt.
Anthony Head lebt seit 1982 mit Sarah Fisher zusammen und hat mit ihr zwei Töchter, die ebenfalls als Schauspielerinnen tätig sind. Sein ständiger Wohnsitz ist in Bath (Somerset, England), und er besitzt ein Haus in Los Angeles.

## Theater, Fernsehen und Film
Anthony Head begann seine Ausbildung an der „London Academy of Musical and Dramatic Art“. Seine ersten Engagements führten ihn ans Theater, wo er unter anderem in Julius Caesar, Heinrich V. auftrat sowie zusammen mit seinem Bruder am Prince Edward Theatre in Chess und vor allem als „Frank'N Furter“ in The Rocky Horror Show zu sehen war.
Anthony Head hat in einer Vielzahl von Fernsehproduktionen mitgewirkt: Seine erste Rolle spielte er 1978 im zwölfteiligen britischen Fernsehdrama Enemy at the Door; sein erster Kinofilm war eine kleine Rolle in der Neuverfilmung von Lady Chatterley's Lover (1982). 1992 ging Head in die USA, wo er in einigen Nebenrollen bekannter US-Fernsehserien zu sehen war. Der eigentliche Durchbruch gelang ihm in Amerika durch Auftritte in Werbespots für Kaffee. Endgültig bekannt wurde er schließlich durch seine Rolle als Rupert Giles in Buffy – Im Bann der Dämonen, in Deutschland synchronisiert von Thomas Nero Wolff.
Buffy-Fans schätzen auch Heads Originalstimme: In der Episode Der Yoko Faktor (The Yoko Factor) singt Head Free Bird von Lynyrd Skynyrd und in Die Unersättlichen (Where the Wild Things Are) den Song Behind Blue Eyes von The Who. Am 5. Februar 2002 veröffentlichte Head zusammen mit George Sarah die Audio-CD Music for Elevators, bei der unter anderem auch Amber Benson, James Marsters und Joss Whedon mitwirkten.
In der Comedy-Serie Little Britain verkörperte Anthony Head von 2003 bis 2006 den Premierminister, der unter seinem in ihn verliebten Assistenten Sebastian Love (David Walliams) zu leiden hat. In dem Rockopern-Film Repo! The Genetic Opera von Darren Lynn Bousman spielte Head 2008 die Hauptrolle. Im gleichen Jahr wirkte er auch in der Fernsehserie The Invisibles mit. 2009 spielte er in der sechs Folgen umfassenden britischen Fernsehserie Free Agents Stephen Caudwell, den Chef der beiden Hauptfiguren. 2008 bis 2012 spielte Head in Merlin – Die neuen Abenteuer die Rolle des Uther Pendragon. In einer Neuverfilmung der Shakespeare-Tragödie Macbeth verkörpert er 2010 die Rolle des Duncan.
2011 war Head, wie schon in der britischen Version, in der gleichnamigen US-Serien-Adaption Free Agents neben Hank Azaria und Kathryn Hahn zu sehen, die US-Fassung wurde bereits nach der vierten Folge aufgrund der geringen Zuschauerzahlen abgesetzt.

## Filmografie (Auswahl)
- 1981: Lady Chatterleys Liebhaber (Lady Chatterley’s Lover)
- 1987: Auf den Schwingen des Todes (A Prayer for the Dying)
- 1988: La Collina del diavolo Michael
- 1992: Woof Again! Why Me?
- 1993: Highlander (Fernsehserie, Folge 1x21)
- 1994: Royce
- 1997–2003: Buffy – Im Bann der Dämonen (Buffy the Vampire Slayer, Fernsehserie)
- 2001: Silent Witness (Fernsehserie, 2 Folgen)
- 2002: Spooks – Im Visier des MI5 (Spooks, Fernsehserie, Folge 1x04)
- 2002–2003: Manchild
- 2003: I’ll Be There
- 2003: Pancho Villa – Mexican Outlaw (And Starring Pancho Villa as Himself)
- 2003–2006: Little Britain (Fernsehserie)
- 2004: Monarch of the Glen
- 2004: Fat Slags
- 2004: New Tricks – Die Krimispezialisten (New Tricks, Fernsehserie, Folge 1x02)
- 2005: Framing Frankie
- 2005: Eine Hochzeit zu dritt (Imagine Me & You)
- 2006: Scoop – Der Knüller (Scoop)
- 2006: Doctor Who (Fernsehserie, Folge 2x03)
- 2006: Rocky Horror Tribute Show (Videoaufzeichnung der Bühnenshow)
- 2007: Sparkle
- 2007: The Magic Door
- 2007: Amelia and Michael
- 2007: Persuasion
- 2007: Totally Doctor Who
- 2007: Sold
- 2007: Sweeney Todd – Der teuflische Barbier aus der Fleet Street (Sweeney Todd: The Demon Barber of Fleet Street Ballad, Cameo-Auftritt)
- 2007: Das Imperium der Elfen (The Magic Door)
- 2008: The Invisibles
- 2008: Hotel Babylon (Fernsehserie, Folge 2)
- 2008: Repo! The Genetic Opera
- 2008–2012: Merlin – Die neuen Abenteuer (Merlin, Fernsehserie, 43 Folgen)
- 2009: Free Agents (Fernsehserie)
- 2010: Macbeth
- 2011: Free Agents (Fernsehserie)
- 2011: Sex on the Beach (The Inbetweeners Movie)
- 2011: Die Eiserne Lady (The Iron Lady)
- 2011: Ghost Rider: Spirit of Vengeance
- 2013: Warehouse 13 (Fernsehserie, 3 Folgen)
- 2013: Percy Jackson: Im Bann des Zyklopen (Percy Jackson: Sea of Monsters)
- 2014–2015: Dominion (Fernsehserie)
- 2016: Bob, der Streuner (A Street Cat Named Bob)
- 2018: Jahrmarkt der Eitelkeiten (Vanity Fair, Miniserie, 3 Folgen)
- 2018: The Split – Beziehungsstatus ungeklärt (The Split, Fernsehserie, 6 Folgen)
- 2019: Tom Clancy’s Jack Ryan (Fernsehserie, 2 Folgen)
- 2020: Ich schweige für dich (The Stranger, Fernsehserie, 8 Folgen)
- 2020–2023: Ted Lasso (Fernsehserie, 14 Folgen)
- 2021: Let the Wrong One In
- 2022: Bridgerton (Fernsehserie, 4 Folgen)
- 2024: First Class (Upgraded)

## Diskografie
- 1991: Sweet Transvestite (Single)[6]
- 2002: Music for Elevators (Album)[7]
- 2014: Staring at the Sun (Album)[8]